# Antichan-de-Frontignes
Antichan-de-Frontignes é uma comuna francesa na região administrativa da Occitânia, no departamento do Alto Garona. Estende-se por uma área de 4.27 km², com 185 habitantes, segundo os censos de 2018, com uma densidade de 43 hab/km².